# Résolution 1543 du Conseil de sécurité des Nations unies
Membres permanents
- Chine
- États-Unis
- France
- Royaume-Uni
- Russie

Membres non permanents
- Algérie
- Allemagne
- Angola
- Bénin
- Brésil
- Chili
- Espagne
- Pakistan
- Philippines
- Roumanie

Résolution no 1542 Résolution no 1544
La résolution 1543 du Conseil de sécurité des Nations unies a été adoptée à l'unanimité le 14 mai 2004. Après avoir réaffirmé les résolutions précédentes sur le Timor oriental, en particulier les résolutions 1410 (de 2002), 1473 (en) (de 2003) et 1480 (en) (de 2003). Le Conseil a prorogé de six mois le mandat de la Mission d'appui des Nations unies au Timor oriental (MANUTO), en vue de le proroger d’une nouvelle période finale de six mois jusqu’au 20 mai 2005.

## Résolution

### Observations
Le Conseil de sécurité a salué les efforts déployés par le gouvernement et le peuple du Timor oriental pour mettre en place des institutions pour un État indépendant, notamment les infrastructures, l’administration publique, l’application des lois et les capacités de défense. Les travaux de la MANUTO et les progrès qu’elle a réalisés ont également été salués à cet égard. En outre, le Timor oriental a demandé une prorogation d’un an de la MANUTO, demande également formulée par le Secrétaire général Kofi Annan pour que les tâches restantes soient exécutées.
Le préambule de la résolution notait également que les institutions émergentes étaient encore en cours de consolidation et qu'une assistance supplémentaire était nécessaire pour renforcer les secteurs de la justice et de l'administration publique, y compris la police nationale. Le Conseil s'est également félicité de la bonne nature des relations diplomatiques entre le Timor oriental et l'Indonésie.

### Contenu
Le mandat de la MANUTO a été prorogé de six mois, en vue de le proroger de six mois supplémentaires jusqu'au 20 mai 2005. Sa taille a également été réduite à 58 conseillers civils, 157 conseillers de police, 42 officiers de liaison militaires, 310 soldats et une unité d'intervention internationale de 125 personnes. Dans le même temps, ses tâches ont été révisées pour soutenir l'administration publique, l'application de la loi et le système judiciaire, ainsi que la sécurité et la stabilité du pays.
De plus, le Secrétaire général a été prié de rendre compte des progrès accomplis sur le terrain, notamment de la taille, des tâches et de la composition de la MANUTO, ainsi que des tâches et de la configuration des composantes police et militaire de la MANUTO. Toutes les enquêtes de l'unité chargée de la criminalité devaient être achevées en novembre 2004 et les procès devaient se terminer le 20 mai 2005. Enfin, les contributeurs ont été instamment priées d’appuyer le développement à long terme du Timor oriental.